# Cerkev sv. Nikolaja, Demre
Cerkev svetega Nikolaja je muzej in antična bizantinska grška cerkev v sodobnem mestu Demre, provinca Antalya, Turčija. Njena uporaba je datirana od njene izgradnje v 6. stoletju do končne opustitve leta 1923, ko so morali preostali domorodni Grki iz Demreja zapustiti Turčijo v času izmenjave prebivalstva med Grčijo in Turčijo. Zanimivo je, da je grobišče svetega Nikolaja iz Mire, grškega krščanskega škofa iz 4. stoletja starodavnega mesta Mira  pomembna verska osebnost vzhodnih pravoslavnih kristjanov in rimokatolikov ter zgodovinski navdih za Božička.  Cerkev je na poskusnem seznamu Unesca, da postane svetovna dediščina. 

## Zgodovina
Cerkev je bila zgrajena leta 520 n. št. na temeljih starejše krščanske cerkve, kjer je sveti Nikola služil kot škof. Sčasoma je cerkev poplavilo in jo napolnilo z muljem. Leta 1862 jo je obnovil ruski car Nikolaj I., ki je dodal stolp in v njeno bizantinsko arhitekturo vstavil druge spremembe. Cerkev je še naprej delovala, dokler starodavna grška pravoslavna skupnost iz Demre leta 1923 ni bila prisiljena zapustiti Turčijo. Cerkev velja za 3. najpomembnejšo bizantinsko strukturo v Anatoliji. Odlikujejo jo izjemne stenske freske ter njen arhitekturni in verski pomen. Arkada na severovzhodu je edini primer življenjskega cikla svetega Nikolaja na starodavnih freskah tudi v Turčiji.

## Arheološka izkopavanja
Arheološka izkopavanja v cerkvi so se začela leta 1988 pod vodstvom prof. S. Yıldıza Ötükna z univerze Hacettepe, Ankara, Turčija. Delo je razkrilo del severnega dela samostanskega kompleksa, pa tudi majhne kapelice okrog ladje, od katerih ena vsebuje živahne freske, ki podrobno opisujejo življenje in čudeže svetnika in opuščen sarkofag, ki naj bi bil izvirna grobnica, od koder so bili njegovi ostanki leta 1087 prisilno preneseni v Bari.
- St. Nicholas Church Exterior
- St. Nicholas Church from courtyard
- St. Nicholas Church courtyard from high
- St. Nicholas Church corridor with Nicolas frescos
- St. Nicholas Church opus sectile

## Liturgija
Pravoslavna bogoslužja občasno praznujejo v cerkvi 6. decembra.